# Bürgerentscheidung (Armenien)
Die Sozialdemokratische Partei "Bürgerentscheidung" (armenisch «Քաղաքացու որոշում» սոցիալ-դեմոկրատական կուսակցությունը «Kaghakazu Woroschum» Sozial-Demokratakan Kusakzutjun, englisch Citizen's Decision) ist eine sozialdemokratisch ausgerichtete Partei in Armenien, gegründet am 3. November 2018. Sekretär des Exekutivorgans der Partei ist Suren Sahakjan.

## Geschichte
Einige Monate nach der Samtenen Revolution in Armenien 2018 wurde die Partei am 3. November 2018 gegründet. Zum Parteisekretär wurde Suren Sahakjan gewählt, da eine Partei von Gesetz wegen einen Sekretär benötigt. Alle Mitglieder haben jedoch das gleiche Stimmrecht. Die Gründungsmitglieder stammen größtenteils aus Bürgerinitiativen, Interessenvertretungen für soziale Fragen und der Führung verschiedener Proteste der vorangegangenen Jahre. Sahakjan sowie zwei Mitglieder des Exekutivkomitees der Partei, Mikajel Nahapetjan und Garegin Miskarjan, waren wichtige Organisatoren der Straßenproteste in Jerewan im April 2018.

## Ideologische Ausrichtung
Die Partei sieht sich bereits dem Namen nach als sozialdemokratische Partei, welche einen starken Wohlfahrtsstaat aufbauen möchte. Sie befürwortet die Gleichstellung der Geschlechter und progressive Politik in Bezug auf die Gewerkschaften, Justiz und Umwelt. Die Partei versucht auch, sich von Armeniens persönlichkeitsgesteuerter Politik zu unterscheiden, indem sie eine Führungsstruktur entwirft, die eine sechsjährige Amtszeitbegrenzung für jedes Mitglied des Parteivorstands vorsieht.
Alexander Iskandarjan, Direktor des Jerewaner Kaukasus-Institut, schätzte die Parteigründung als "einen der ersten Schritte in der Bildung eines linken Diskurses in Armenien" ein. Kritik übte die Partei auch schon früh am Protestführer der Samtenen Revolution und baldigen armenischen Premierminister Nikol Paschinjan, dessen Behauptung, er sei ohne Ideologien ("Ismen"), in Wahrheit nur Neoliberalismus bedeute.